# Lazi (Chorwacja)
Lazi – wieś w Chorwacji, w żupanii primorsko-gorskiej, w mieście Čabar. W 2011 roku liczyła 55 mieszkańców.